# Le Rideau de fer
Pour plus de détails, voir Fiche technique et Distribution.
Le Rideau de fer (The Iron Curtain) est un film d'espionnage américain réalisé par William A. Wellman et sorti en 1948.

## Synopsis
Venant de Moscou, Igor Gouzenko arrive à Ottawa en compagnie de sa femme, Anna. Employé au sein du réseau d'espionnage de l'ambassade soviétique, l'homme prend goût à la vie canadienne et entre bientôt en conflit avec ses supérieurs.

## Fiche technique
- Titre : Le Rideau de fer
- Titre original : The Iron Curtain
- Réalisation : William A. Wellman
- Production : Sol C. Siegel
- Société de production : Twentieth Century Fox
- Scénario : Milton Krims d'après l'histoire vécue de Igor Gouzenko
- Musique : Alfred Newman
- Photographie : Charles G. Clarke
- Montage : Louis R. Loeffler
- Direction artistique : Mark-Lee Kirk et Lyle R. Wheeler
- Décors : Thomas Little
- Costumes : Sam Benson, Bonnie Cashin et Charles Le Maire
- Pays de production :  États-Unis
- Format : Noir et blanc - Son : Mono (Western Electric Recording)
- Genre : Thriller
- Durée : 87 minutes
- Dates de sortie :
  - États-Unis : 12 mai 1948 (New York)
  - France : 15 juin 1949

## Distribution
- Dana Andrews : Igor Gouzenko
- Gene Tierney : Anna Gouzenko
- June Havoc : Nina Karanova
- Berry Kroeger : John Grubb/'Paul'
- Edna Best : Mme Albert Foster
- Stefan Schnabel : Colonel Ilya Ranov
- Nicholas Joy : Dr Harold Preston Norman
- Eduard Franz : Major Semyon Kulin
- Frederic Tozere : Colonel Aleksandr Trigorin
- Reed Hadley (non crédité) : Le narrateur (voix)

## Autour du film
- Ce film est le premier d'une longue série sur la guerre froide dans un contexte soulignant le risque d'une guerre mondiale entre États-Unis et Union soviétique à la suite du Rideau de fer en 1946-1947[1]dans le contexte du Procès de Prague, de celui de Traïcho Kostov et László Rajk en 1949[2]. La même année sort La Grande Menace : deux autres films se succédant ensuite la même année The red Menace et Le Danube rouge en 1949 puis Trahison à Budapest l'année suivante atteignant son paroxysme les deux années suivantes avec le documentaire-film Face to Face with Communism, I Was a Communist for the FBI, The Steel Fist, Walk East on Bacon, My Son John, Courrier diplomatique et Invasion Usa (1952) sur l'invasion des Usa par l'Urss[3].
- Des films montrant également les extraterrestres comme les rouges sont montrés comme Destination... Lune ! puis La Chose d'un autre monde et enfin le summum avec Jésus-Christ prenant la place de l'extraterrestre en 1952 dans Red Planet Mars.
- À noter également que l'URSS ne se montrera pas en reste sur ce sujet en montrant La Chute de Berlin réalisé en 1950[4],[5]et dépassera les américains en étant avance sur le sujet en se servant des enfants dans la propagande Stalinienne avant la fin de la guerre avec Il était une petite fille du 18 décembre 1944[6].
- L'utilisation de certaines musiques dans le film fait l'objet d'une décision juridique notable : Shostakovich v. Twentieth Century-Fox Film Corp..